# تصفيات كأس العالم للسيدات 1999
شهدت عملية التصفيات لـكأس العالم للسيدات 1999 تنافس 67 فريقًا من ستة اتحادات تابعة للاتحاد الدولي لكرة القدم للحصول على 16 مقعدًا في نهائيات البطولة. وُزِّعت المقاعد على النحو التالي:
- أفريقيا – ممثلة بالاتحاد الإفريقي لكرة القدم: مقعدان
- آسيا – الاتحاد الآسيوي لكرة القدم: 3 مقاعد
- أوروبا – الاتحاد الأوروبي لكرة القدم: 6 مقاعد
- أمريكا الشمالية والوسطى والكاريبي – كونكاكاف: 2.5 مقعد (الولايات المتحدة تأهلت تلقائيًا بصفتها الدولة المضيفة)
- أوقيانوسيا – اتحاد أوقيانوسيا لكرة القدم: مقعد واحد
- أمريكا الجنوبية – كونميبول: 1.5 مقعد

التواريخ: 16 أغسطس 1997 - 19 ديسمبر 1998

## الفرق المتأهلة
| الفريق           | تأهل كـ                                             | تاريخ التأهل   | الظهور في النهائيات | آخر ظهور | سلسلة التأهلات المتتالية |
| ---------------- | --------------------------------------------------- | -------------- | ------------------- | -------- | ------------------------ |
| الولايات المتحدة | المضيف                                              | 1996 مايو 31   | 3                   | 1995     | 3                        |
| الصين            | بطلات كأس آسيا للسيدات 1997                         | 1997 ديسمبر 12 | 3                   | 1995     | 3                        |
| كوريا الشمالية   | وصيف كأس آسيا للسيدات 1997                          | 1997 ديسمبر 12 | 1                   | –        | 1                        |
| اليابان          | المركز الثالث في كأس آسيا للسيدات 1997              | 1997 ديسمبر 14 | 3                   | 1995     | 3                        |
| البرازيل         | بطلات كوبا أمريكا فمنينا 1998                       | 1998 مارس 15   | 3                   | 1995     | 3                        |
| إيطاليا          | الفائزات بـمجموعة التصفيات الأوروبية 2 [الإنجليزية] | 1998 يونيو 27  | 2                   | 1991     | 1                        |

## مجموعات التصفيات

### أفريقيا (CAF)
المتأهلين:  نيجيريا –  غانا
تأهل منتخبا منتخب نيجيريا لكرة القدم للسيدات ومنتخب غانا لكرة القدم للسيدات إلى كأس العالم للسيدات بعد الوصول إلى نهائي بطولة أفريقيا للسيدات 1998.

### آسيا (AFC)
المتأهلين:  الصين –  اليابان –  كوريا الشمالية
تأهلت الفرق الثلاثة الأولى من كأس آسيا للسيدات 1997 إلى كأس العالم.

### أوروبا (UEFA)
المتأهلين:  السويد –  روسيا –  ألمانيا –  النرويج –  الدنمارك –  إيطاليا
وُزِّعت الفرق الستة عشر المنتمية للفئة الأولى لكرة القدم النسائية الأوروبية إلى أربع مجموعات، حيث تأهل متصدروا المجموعات مباشرة إلى كأس العالم. في حين تنافست الفرق صاحبة المركز الثاني في مباراتي ذهاب وإياب، وتأهل الفائزون فيهما أيضًا.

### أمريكا الشمالية والوسطى والكاريبي (CONCACAF)
المتأهلين:  الولايات المتحدة –  كندا –  المكسيك
تأهل بطل بطولة الكونكاكاف للسيدات 1998 منتخب كندا إلى كأس العالم، بينما تأهل وصيف البطولة منتخب المكسيك بعد فوزه في التصفيات ضد الوصيف من كونميبول. تأهلت الولايات المتحدة تلقائيًا بصفتها الدولة المستضيفة.

### أوقيانوسيا (OFC)
المتأهل:  أستراليا
فاز منتخب أستراليا ببطولة أوقيانوسيا للسيدات 1998 [الإنجليزية] وتأهل إلى كأس العالم.

### أمريكا الجنوبية (CONMEBOL)
المتأهل:  البرازيل
فاز منتخب البرازيل لكرة القدم للسيدات كوبا أمريكا فمنينا 1998 وتأهل إلى كأس العالم.

## الملحق بين الكونكاكاف والكونميبول
تنافس وصيف كونكاكاف ووصيف كونميبول على بطاقة التأهل الأخيرة.
| الفريق الأول | إجم. | الفريق الثاني | مباراة الذهاب | مباراة الإياب |
| ------------ | ---- | ------------- | ------------- | ------------- |
| المكسيك      | 6–3  | الأرجنتين     | 3–1           | 3–2           |

## روابط خارجية
- الجداول والنتائج على موقع RSSSF.com